# 헤르메스주의 문헌

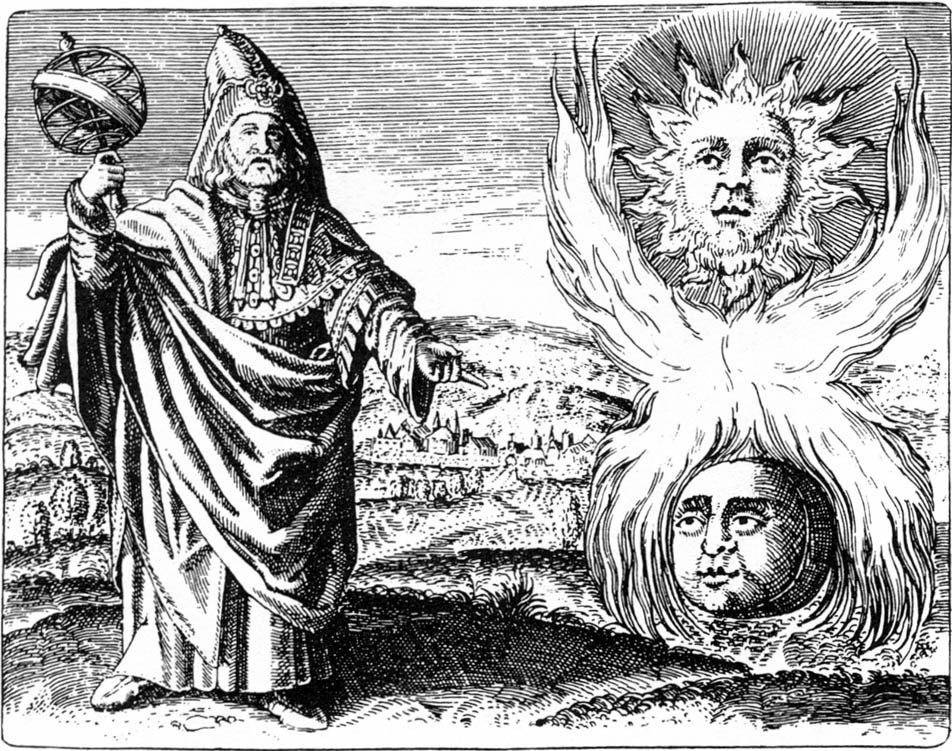
헤르메스 트리스메기스투스: 우주 전체의 지혜의 세 부문을 상징하는 태양달별(천구의)이 들어 있는 것을 볼 수 있다.

헤르메스주의 문헌 또는 헤르메티카(Hermetica)는 그리스의 신 헤르메스와 이집트의 신 토트가 결합된 존재인 "세 번 위대한 헤르메스(thrice-great Hermes)"라는 의미의 헤르메스 트리스메기스투스(Hermes Trismegistus)의 저술인 것으로 일반적으로 가정하는, 비밀 지혜를 담고 있다고 주장되는 일군의 고대 후기(기원후 2-8세기)의 저작들을 통칭하는 낱말이다.
이러한 성격의 기원후 2세기와 3세기의 그리스어 문헌들이 르네상스 시대의 이탈리아 학자들에 의해 집성되어 《코르푸스 헤르메티쿰(Corpus Hermeticum)》이라는 책으로 편찬되었다. "코르푸스 헤르메티쿰"의 문자 그대로의 의미는 헤르메스주의 전집이다. 이들 그리스어 문헌들은 기원후 2세기 훨씬 이전에 존재하였던 더 많은 문헌들의 일부인 것으로 여겨지고 있다. 《코르푸스 헤르메티쿰》의 편찬과 관련된 주요 인물로는 마르실리오 피치노(1433-1499)가 있다. 그는 《코르푸스 헤르메티쿰》의 그리스어 원본 문헌들을 라틴어로 번역했는데, 그의 라틴어 번역본은 1500년까지 인큐나불라(incunable)판으로 제8판까지 개정되었으며, 이후, 1641년까지 추가로 22번 더 개정되었다. 한편, 《코르푸스 헤르메티쿰》의 문헌들과는 별도의 문헌들인, 시리아어 · 아랍어 · 아르메니아어 · 콥트어 및 기타 다른 언어로 된 다른 헤르메스주의 저작들이 있었다.

## 문헌의 성격
대부분의 헤르메스주의 문헌은 대화체로 되어 있는데, 이는 스승이 제자를 가르쳐 깨우침을 얻게 하는 형식의 고대 후기의 문헌들에서 자주 사용되었던 형식이다. 헤르메스주의 문헌에서 다루는 주제는 그 범위가 광범위하다. 어떤 문헌들은 연금술(alchemy) · 마법(magic) 및 이들과 관련된 내용들을 다룬다. 어떤 문헌들은 종종 나스티시즘과 신플라톤주의와 비견되는 철학적 사상을 담고 있는데, 그러나 이 경우에도 이들 서로 간에는 유사점 보다는 차이점이 더 뚜렷하다. 이집트의 예언들, 신에게 바치는 찬가들 또는 신화들과 헤르메스주의 문헌 간에는 많은 유사점이 있다. 하지만, 그 성격이 가장 유사한 것으로는 "아버지"(또는 스승)가 "아들"(또는 제자)에게 조언을 할 때의 말투로 표현된 이집트의 지혜서들(wisdom literature)이라 할 수 있다.

### 성립 연대
《코르푸스 헤르메티쿰》의 문헌들의 성립 연대를 정확히 밝혀내는 것은 어려운 일이며 그만큼 여러 가지 다른 의견이 존재한다. 현대의 학자들은 대체로 이 문헌들이 기원후 1세기와 3세기 사이에 편집된 것으로 보고 있다. 《코르푸스 헤르메티쿰》의 문헌들은 여러 철학 또는 사상의 혼합주의 또는 절충주의의 산물이라고 보는 것이 정당한 평가인 것으로 여겨지고 있다.
르네상스 시대에서는 《코르푸스 헤르메티쿰》의 문헌들이 파라오가 통치하던 고대 이집트에서 기원한 것으로 믿고 있었다. 심지어 오늘날의 독자들 중 일부도 이 견해를 믿고 있기도 한다. 그러나, 서양 고전 학자인 아이작 카조봉(Isaac Casaubon: 1559-1614)은 《코르푸스 헤르메티쿰》의 문헌들 중 주로 철학을 다루고 있는 일부 문헌들에서 사용하고 있는 어휘들이 최근의 어휘들이므로 고대 이집트 시대의 것라고 볼 수 없다는 견해를 밝혔다.
현대의 연구에 따르면, 《코르푸스 헤르메티쿰》의 문헌들의 최종 성립 연대는 혼합주의가 활발히 전개되었던 로마 이집트(Roman Egypt: 30 BC–641 AD) 시대가 확실한 것으로 보고 있다. 그리고 또한 이 문헌들에는 파라오가 통치하던 고대 이집트의 문화적 요소가 이전에 간주되었던 것보다 더 많이 포함되어 있는 것으로 보고 있다.
이러한 사례로, 토트와 한 제자의 대화로 구성된, 전형적인 헤르메스주의 문헌의 형식으로 이루어진 상당한 분량의 절(節)이 들어 있는, 후기 이집트어(Late Egyptian)에 속한 민중문자(c.660-c.450 BC 동안 사용)로 된 파피루스들이 있다. 이집트학 학자인 윌리엄 피트리(Sir William Flinders Petrie: 1853-1942)는 헤르메스 문헌들 중의 일부분은 그 성립 연대가 페르시아 제국 시대인 기원전 6세기로 거슬러 올라간다고 말하였다. 일단의 학자들은, 민중문자로 된 이들 헤르메스주의 문헌들과 플라톤주의 및 신플라톤주의 철학 간에 존재하는 일부 유사점들은 플라톤과 그의 계승자들의 철학의 원천이 이집트 철학과 사상에 있다는 주장이 사실일 수도 있음을 시사한다고 주장한다.

## 같이 보기
- 마법(Magic)
- 연금술(Alchemy)
- 헤르메스주의(Hermeticism)
- 허메틱 실(Hermetic seal)[13]

## 참고 문헌
- (영어) Copenhaver, Brian P. (Editor). 《Hermetica: The Greek Corpus Hermeticum and the Latin Asclepius in a New English Translation, with Notes and Introduction》 (Cambridge) 1992. ISBN 0-521-42543-3 The standard English translation, based on the Budé edition of the "Corpus" (1946–54).
- (영어) (Everard, John). 《The Divine Pymander of Hermes Mercurius Trismegistus》, Translated by John Everard, Printed in London, 1650.
- (영어) Fowden, Garth, 《The Egyptian Hermes : a historical approach to the late pagan mind》 (Cambridge/New York : Cambridge University Press), 1986.
- (영어) Mead, G.R.S. (Translator) 《Thrice Great Hermes: Studies in Hellenistic Theosophy and Gnosis, Volume II》 (London: Theosophical Publishing Society) , 1906.